# Не играј се ватром
Не играј се ватром је дебитантски студијски албум српске фолк певачице Вере Матовић, објављен 1976. године за Дискос. Пре тога певачица је објавила неколико сингл плоча. На албуму су радили Новица Неговановић, Руждија Крупа и Часлав Ђоковић. Издат је и као радио касета у Немачкој посредством издавачке куће Јуфон.

## Списак песама
Аутор(и) свих текстова: 1, 6 Руждија Крупа, остале песме Часлав Ђоковић, аутор(и) свих песама: 1, 6 Новица Неговановић, остале песме Часлав Ђоковић.
| №  | Назив                        | Трајање |  |
| 1. | Не играј се ватром           |         |  |
| 2. | У срцу сам те закључала      |         |  |
| 3. | Помири се са судбином        |         |  |
| 4. | Послушај своју жену          |         |  |
| 5. | Све или ништа                |         |  |
| 6. | Од немила до недрага         |         |  |
| 7. | Признај пола ти се прашта    |         |  |
| 8. | Све бих дала да те заборавим |         |  |